# KTSあなたのかごしま
『KTSあなたのかごしま』（ケーティーエスあなたのかごしま）は、1975年10月から1990年4月27日まで鹿児島テレビ（KTS）で生放送されていた、鹿児島県向けのローカルワイドショー。

## 出演者
- メイン司会者
  - 小笠原弦[3]
  - 小澤一彦（末期、当時鹿児島テレビアナウンサー）
- アシスタント司会者
  - 石川豊子[3]
  - 川辺ゆかり（末期、当時鹿児島テレビアナウンサー）
- 奥様大変身コーナー司会者
  - 宮尾すすむ[3]
- 体当たりレポーター
  - 野呂圭介[3]

## 概要
内容は、鹿児島県内の現地生情報や特集リポート、鹿児島県に縁のあるゲストを招いてのトークや地元量販店のお買い得情報、地元企業が催すイベント等の告知板や放送日当夜の番組案内、テレビショッピング・ニュース・天気予報などで、地元視聴者に有益な生活情報を提供する役割を担っていた。

## 放送時間
- 土曜 12:30 - 13:00[1]（1975年10月 - 1978年3月）
- 土曜 13:30 - 14:30[4] （1978年4月 - 1980年3月）
- 月曜 - 金曜 9:55 - 10:40[5] （1980年4月 - 1980年9月）
- 月曜 - 金曜 9:55 - 10:55[6] （1980年10月 - 1990年4月[2]）